# Сливово (Болгария)
Сливово (болг. Сливово) — село в Болгарии. Находится в Бургасской области, входит в общину Средец. Население составляет 111 человек(2022).

## Политическая ситуация
Сливово подчиняется непосредственно общине и не имеет своего кмета.
Кмет (мэр) общины Средец — Тодор Пройков Станчев (Болгарская социалистическая партия (БСП)) по результатам выборов в правление общины.